# Horacio López Salgado
Horacio José López Salgado (Taxco, 1948. szeptember 15. – ) mexikói válogatott labdarúgó.

## Pályafutása

### Klubcsapatban
1967 és 1971 között a Club América játékosa volt. Pályafutása leghosszabb időszakát Cruz Azulnál töltötte, melynek tagjaként 1971 és 1982 között öt alkalommal nyert mexikói bajnokságot. 1982 és 1983 között a Club Necaxa csapatában játszott. 

### A válogatottban
1968 és 1980 között 50 alkalommal szerepelt a mexikói válogatottban és 13 gólt szerzett. Részt vett a hazai rendezésű 1970-es világbajnokságon.

## Sikerei
Club América
- Mexikói bajnok (1): 1970–71

Cruz Azul
- Mexikói bajnok (5): 1971–72, 1972–73, 1973–74, 1978–79, 1979–80
- Mexikói szuperkupa (1): 1974

Egyéni
- A mexikói bajnokság gólkirálya (1): 1974–75 (25 gól)

## Külső hivatkozások
- Horacio López Salgado adatlapja a National-Football-Teams.com oldalon (angolul)

- Horacio López Salgado adatlapja a worldfootball.net oldalon (angolul)